# Asarum ikegamii
Asarum ikegamii är en piprankeväxtart som först beskrevs av Fumio Maekawa och Y. Maek., och fick sitt nu gällande namn av T. Sugawara. Asarum ikegamii ingår i släktet hasselörter, och familjen piprankeväxter. Utöver nominatformen finns också underarten A. i. fujimakii.